# Pseudolasius sauteri
Pseudolasius sauteri é uma espécie de formiga do gênero Pseudolasius, pertencente à subfamília Formicinae.